# Mulyajaya (Telukjambe Barat)
Mulyajaya is een bestuurslaag in het regentschap Karawang van de provincie West-Java, Indonesië. Mulyajaya telt 3992 inwoners (volkstelling 2010).